# Alchemilla phalacropoda
Alchemilla phalacropoda é uma espécie de rosácea do gênero Alchemilla, pertencente à família Rosaceae.